# Somatrem
Somatrem là một chất tương tự của hormone tăng trưởng (GH).
Somatrem là hoóc môn tăng trưởng tái tổ hợp của con người được sử dụng để điều trị tầm vóc ngắn do giảm hoặc không tiết ra hormone tăng trưởng nội sinh. Somatrem lần đầu tiên được bán trên thị trường dưới tên thương hiệu Protropin bởi Genentech vào năm 1985. Nó khác với hoóc môn tăng trưởng nội sinh bằng cách bổ sung thêm một methionine tại đầu N. Somatrem phần lớn đã được thay thế bằng somatropin, được tiếp thị bởi một số công ty trong đó có Genentech là thương hiệu Nutropin.